# Aljaž Koprivnikar

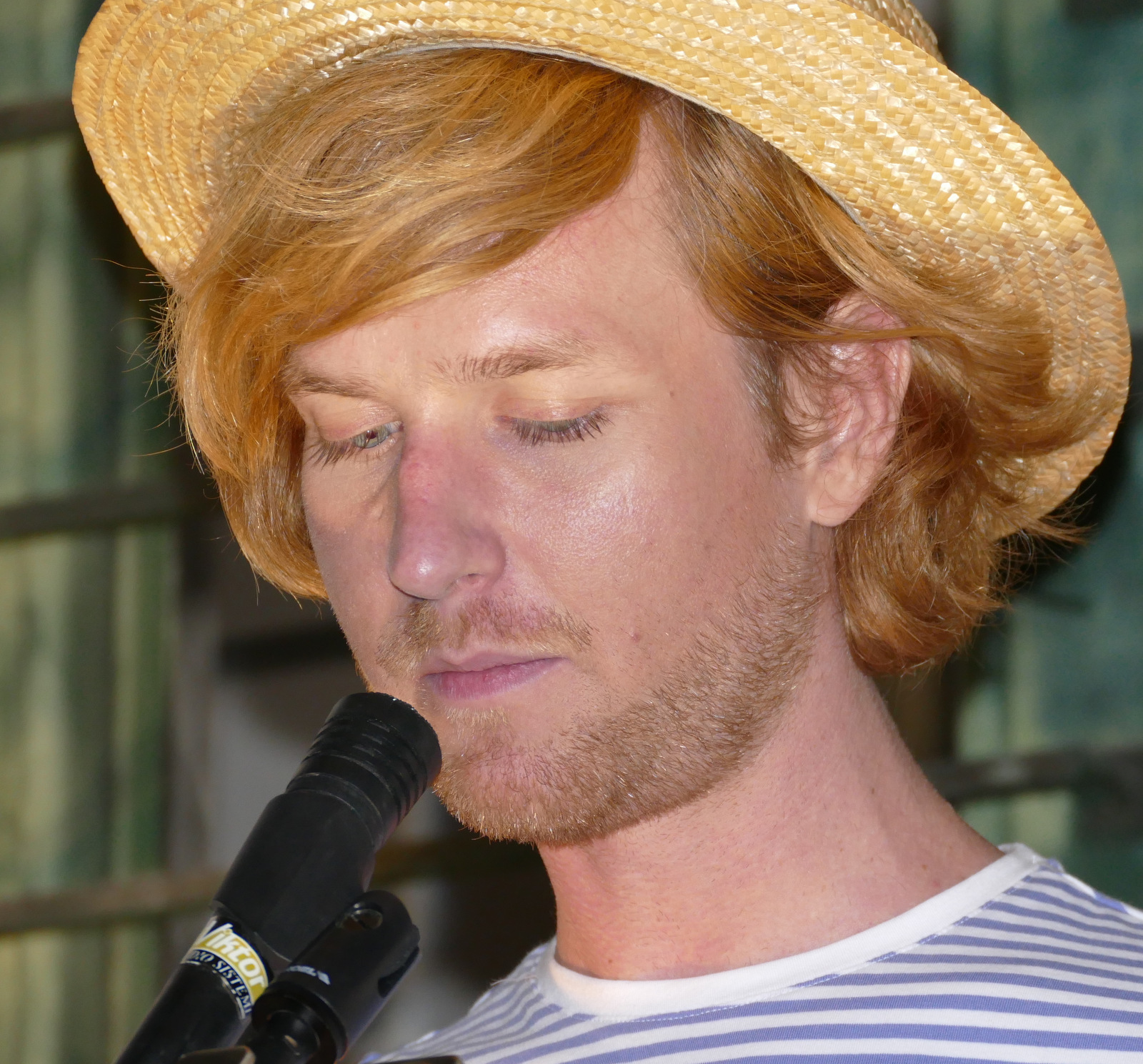
Aljaž Koprivnikar

Aljaž Koprivnikar (* 1987 in Ljubljana, Slowenien) ist ein slowenischer Dichter, Kulturmanager und Herausgeber.

## Leben und Werk
Nach einem Studium der Vergleichenden Literaturwissenschaft an der Universität Ljubljana zog Koprivnikar nach Prag, wo er derzeit ein Doktoratsstudium der Literaturwissenschaft betreibt.
Koprivnikar ist ein reger Promotor slowenischer Literatur im In- und Ausland. Er organisierte bereits zahlreiche Literaturevents in Prag und Berlin, u. a. das internationale Festival Microfestival. 2019 war er Gastlehrender für slowenische Literatur an der Universität Lissabon. 2021 übernahm er die Leitung des slowenischen Literaturfestivals Fabula.
2019 veröffentlichte er seinen ersten Lyrikband Anatomija ("Anatomie"), der noch im selben Jahr in griechischer Übersetzung erschien. Ebenso ist Koprivnikar als Herausgeber aktiv. Neben Redaktionstätigkeiten bei verschiedenen literarischen Zeitschriften wirkte Koprivnikar bei der Herausgabe internationaler Anthologien mit, so gab er z. B. 2018 einen Band mit deutschen Übersetzungen junger slowenischer Prosa und eine slowenisch-tschechische Anthologie slowenischer Dichterinnen sowie 2020 eine slowenisch-slowakisch-tschechische Anthologie heraus.

## Werke

### Lyrik
Anatomija. Ljubljana: Center za slovensko književnost, 2019.

### Als Herausgeber
Slovensko-češko-slovaška pesniška republika. Slovinsko-česko-slovenská básnická republika. Ljubljana: Center za slovensko književnost, 2020.
Antologija mlade slovenske literature. 2. Ana Schnabl und Anja Mugerli. Berlin: Slovenski kulturni center, 2018. Übersetzung: Boštjan Dvořak.
Mladý měsíc. Antologie poezie slovinských básnířek v originalu a v překladu. Mladi mesec. Antologija poezije slovenskih pesnic v originalu in češkem prevodu. Herausgabe mit Alenka Jensterle-Doležal. Prag, 2018.